# Newmarket Royals
Die Newmarket Royals waren eine kanadische Eishockeymannschaft aus Newmarket, Ontario. Das Team spielte von 1992 bis 1994 in einer der drei höchsten kanadischen Junioren-Eishockeyligen, der Ontario Hockey League (OHL).

## Geschichte
Die Cornwall Royals wurden 1992 von Cornwall, Ontario, nach Newmarket, Ontario, umgesiedelt und in Newmarket Royals umbenannt. 
In ihrer ersten Spielzeit erreichten die Royals den fünften Platz in ihrer Division und qualifizierten sich so auf Anhieb für die Playoffs, in denen sie den Sudbury Wolves in der Best-of-Seven-Serie in sieben Spielen unterlagen. In der Saison 1993/94 wurde Newmarket sowohl Divisionsletzter, als auch Letzter in der gesamten Ontario Hockey League. Mit nur neun Siegen und insgesamt 28 Punkten in 66 Spielen hatten das Team selbst auf den Vorletzten 18 Punkte Rückstand. Zudem brachen die Newmarket Royals einen Negativrekord, der noch immer Bestand hat. Als einzige Mannschaft in der gesamten Canadian Hockey League beendeten sie eine Spielzeit ohne einen einzigen Auswärtssieg.
Nach nur zwei Jahren wurde das Franchise 1994 an die Brüder Robert und Dino Ciccarelli verkauft, die es in ihre Heimatstadt nach Sarnia, Ontario, umgesiedeltem, wo es seitdem unter dem Namen Sarnia Sting in der OHL aktiv ist.

## Ehemalige Spieler
Folgende Spieler, die für die Newmarket Royals aktiv waren, spielten im Laufe ihrer Karriere in der National Hockey League: 
| - Jason Bonsignore - Larry Courville - Nathan LaFayette | - Alan Letang - Grant Marshall - Mike Prokopec | - Jeremy Stevenson - Alek Stojanov - Ryan VandenBussche |

## Team-Rekorde

### Karriererekorde
Spiele: 128  Paul Andrea
Tore: 49  Nathan LaFayette
Assists: 70  Mark DeSantis
Punkte: 106   Jeff Reid
Strafminuten: 315  Larry Courville